# Lan ngọc điểm
Lan ngọc điểm hay lan đai châu, lan nghinh xuân, lan lưỡi bò, lan đuôi rồng lớn (danh pháp hai phần: Rhynchostylis gigantea) là một loài phong lan. Loài này được mô tả lần đầu năm 1896 bởi Lindley và phân bố ở Myanamar, Thái Lan, Malaysia, Lào, Campuchia, Việt Nam và Hải Nam, Borneo, Bangladesh và Philippines.
Nó là hoa biểu tượng của Assam.

## Hình ảnh

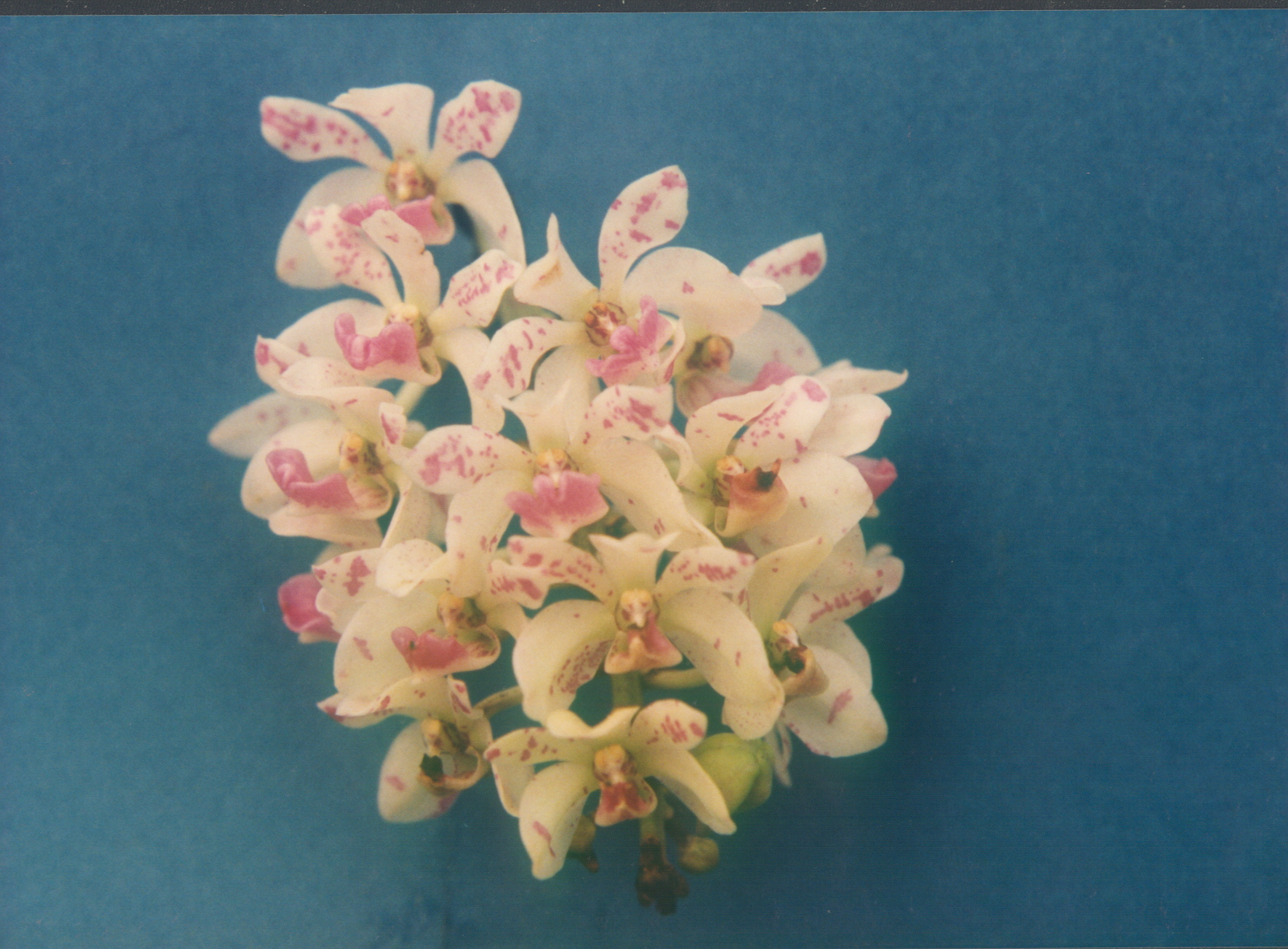
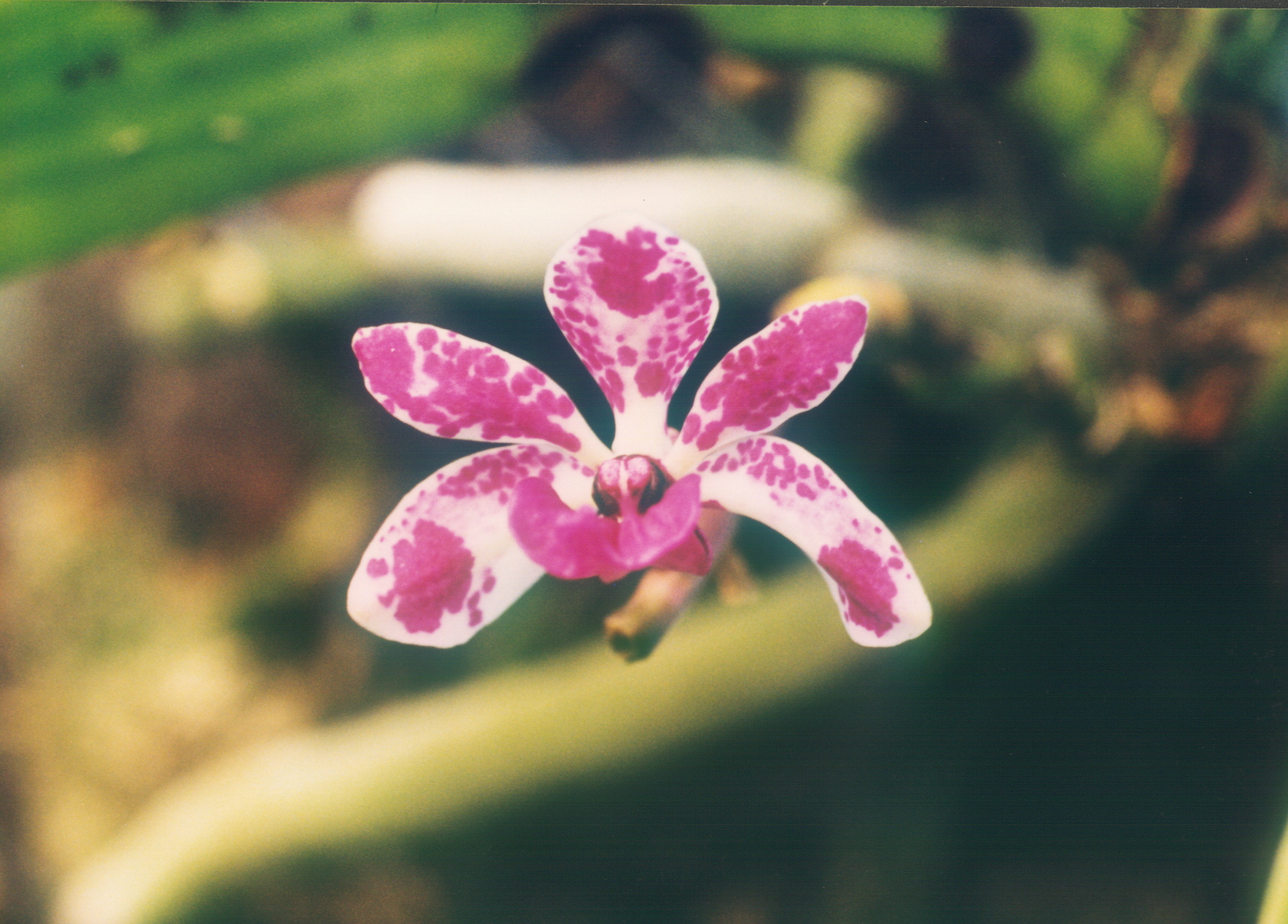
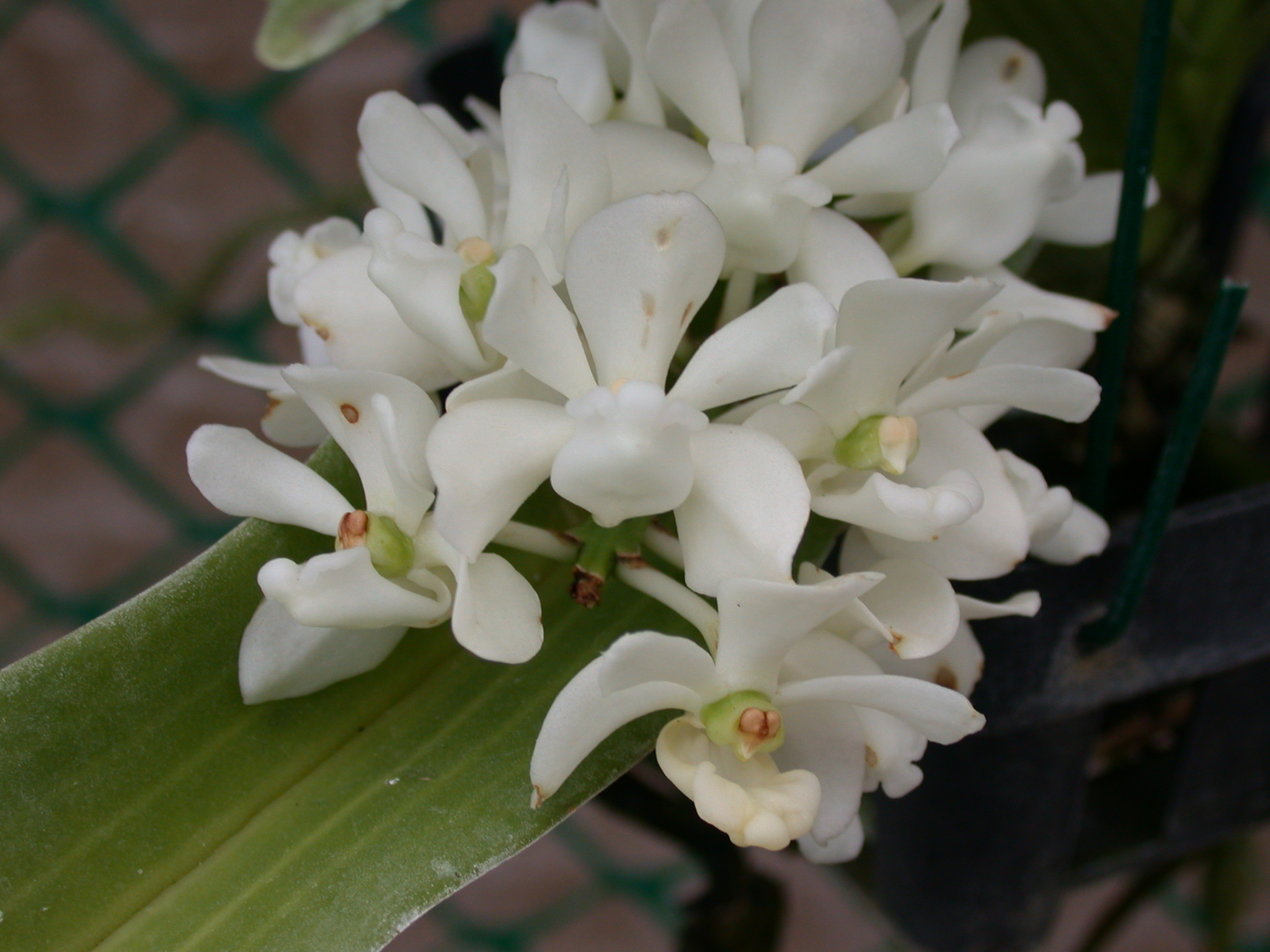
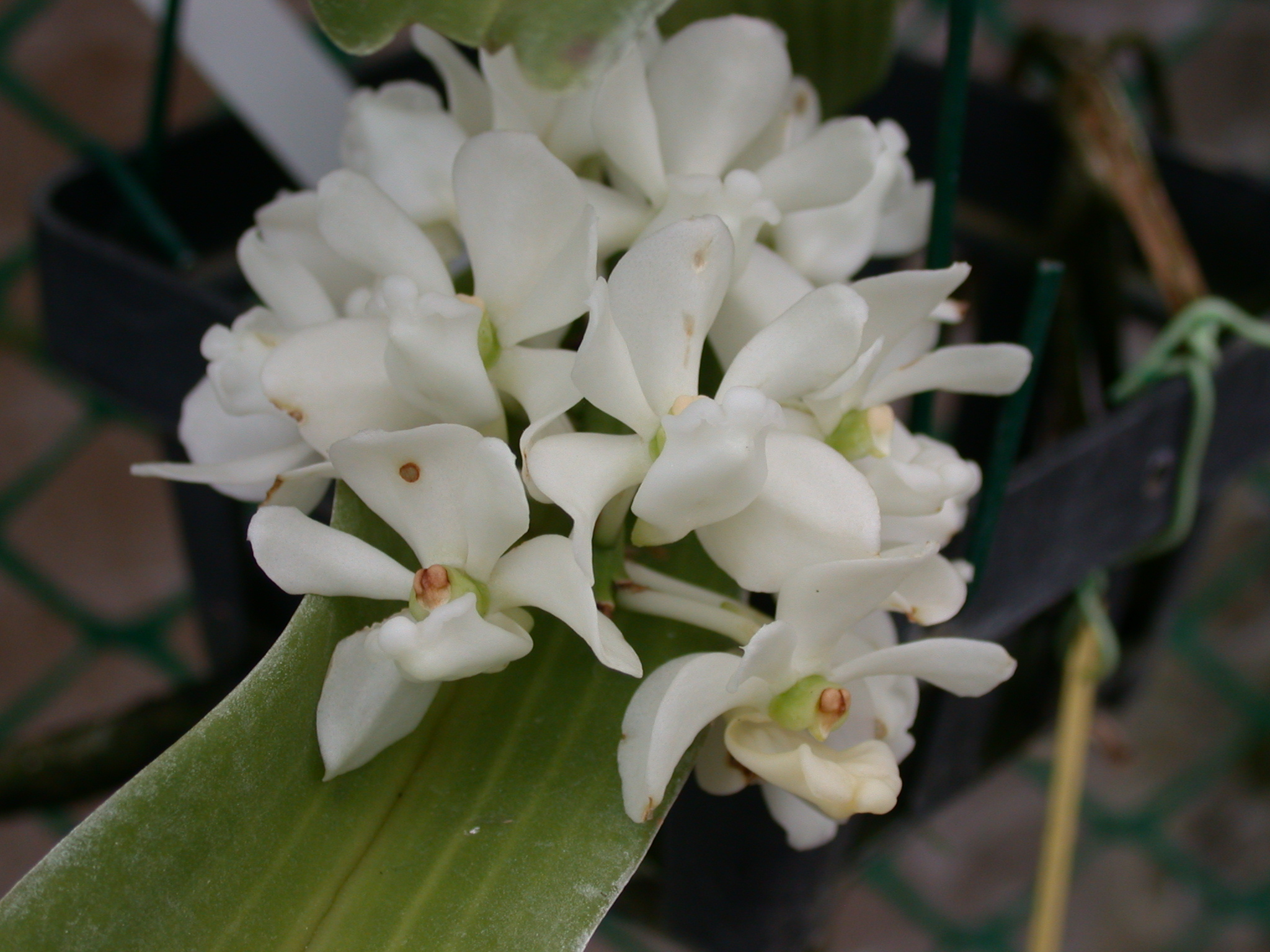